# Te sem vagy más
A Te sem vagy más a Pokolgép zenekar 2002 tavaszán kiadott lemeze. Ez volt a zenekar tizennegyedik lemeze, a második album a zenekar újraszerveződése után. Az első olyan Pokolgép-sorlemez, amelyen közreműködik Nagy Dávid gitáros, aki már a 2000-ben megjelent Csakazértis lemezen is dolgozott szövegíróként. Nagy Kukovecz tanítványa. A lemezt már nem a Nephilim, hanem a Hammer Records adta ki.

## Az album dalai
1. Így szép az élet - 5:50
2. Te sem vagy más - 4:25
3. Alku, remény - 5:05
4. Ezerszer - 5:10
5. Panasz van rád - 4:03
6. Pokolban úr - 4:45
7. Ég és föld között - 4:57
8. Nézz rám - 4:47
9. Állítsák meg a hintát - 4:32
10. Tedd a kezed - 4:20

## Közreműködők
- Rudán Joe - ének
- Kukovecz Gábor - gitár, billentyűs hangszerek, vokál
- Nagy Dávid - gitár, vokál
- Pintér Csaba - basszusgitár, vokál
- Szilágyi Ede - dob